# Cerro de Guadalupe
De Cerro de Guadalupe is een van de bekendste toppen rondom de Colombiaanse hoofdstad Bogota. Met de Monserrate vormt de berg van 3260 meter hoogte de oostelijke grens van La Candelaria, het historische centrum van de stad. Op de top van de in de Cordillera Oriental gelegen berg (cerro betekent eigenlijk "heuvel") staat naast een uitzichtpunt met vergezichten over de hele stad een 15 meter hoog standbeeld uit 1946 en een kleine kluizenarij gewijd aan de beschermheilige van Latijns-Amerika, de Maagd van Guadalupe..

De zonnewendes en equinoxen (in juni verrijst Sué boven Monserrate, in december boven Cerro de Guadalupe, tijdens de equinoxen van maart en september vanuit de vallei tussen deze twee punten